# José Luis Lacunza
José Luis Lacunza Maestrojuán (Pamplona, 24 de febrero de 1944) es un eclesiástico católico español, nacionalizado panameño, siendo el primer cardenal de Panamá y de la Orden de Agustinos Recoletos. Fue obispo de Chitré (1994-1999) y obispo de David (1999-2024).

## Biografía
Nació el 24 de febrero de 1944, en el municipio español de Pamplona; siendo el segundo de seis hermanos.
Realizó su formación de bachillerato en el Seminario Menor Agustino en Artieda. Luego, cursó estudios de Filosofía en el Seminario Ntra. Sra. Valentuñana, en Sos del Rey Católico, y de Teología en el Seminario Mayor Agustino de Pamplona.
Tras realizar estudios en la Universidad de Panamá, obtuvo la licenciatura en Filosofía e Historia, con la tesis: Fundamento Espiritual de la Edad Moderna.
Posteriormente, obtuvo la nacionalidad panameña, entre 1982 y 1983.
- Recibió el Doctor honoris causa en Humanidades, por la Universidad Autónoma de Chiriquí, en 2012.

### Vida religiosa
Ingresó en la Orden de Agustinos Recoletos, realizando el noviciado en el período 1963-1964.
Realizó su primera profesión de votos religiosos el 14 de septiembre de 1964, y la profesión solemne el 16 de septiembre de 1967. Su ordenación sacerdotal fue el 13 de julio de 1969; estos tres momentos en su natal Pamplona.
Como sacerdote desempeñó los siguientes ministerios:
- Profesor de Latín y Religión en el «Colegio Ntra. Sra. del Buen Consejo» de Madrid.[5]

En 1971 fue enviado a Panamá, donde fue:
- Profesor de Religión, Matemáticas, Artísticas, Sociología, Latín y Filosofía, y rector (1979-1985) en el «Colegio San Agustín», de Ciudad de Panamá.
- Consejero provincial de la provincia de Centro América y Panamá (1976-1982).
- Administrador de la Vicaría de Centro América y Panamá (1976-1985).
- Presidente de la Federación de Educadores Católicos de Panamá.
- Miembro de la Junta de Directores (1980-1985), y rector (1985), de la Universidad Católica Santa María La Antigua (USMA).
- Miembro del Consejo Presbiteral de Panamá (1984).
- Rector del Seminario Mayor de Panamá.
- Vicario general, vicario episcopal para la Educación y vicario episcopal de la Ciudad de Panamá.[5]

### Episcopado
El 30 de diciembre de 1985, el papa Juan Pablo II lo nombró obispo titular de Partenia y obispo auxiliar de Panamá. Fue consagrado el 18 de enero de 1986, a manos del arzobispo José Sebastián Laboa Gallego. Durante este tiempo, fue párroco de Cristo Rey.
El 29 de octubre de 1994, fue nombrado obispo de Chitré. 
El 2 de julio de 1999, el papa Juan Pablo II lo trasladó a la diócesis de David.
- Presidente de la Conferencia Episcopal Panameña (CEP; 2000-2004; 2007-2013).
- Presidente del Departamento de Educación y Cultura; delegado de la CEP ante la USMA, y presidente del Consejo de Pastoral Social y de la Comisión de Justicia y Paz.
- Secretario General del Secretariado Episcopal de América Central (SEDAC).[5]
- Presidente de la Sección de la Pastoral para la Cultura del Consejo Episcopal Latinoamericano (CELAM).
- Presidente del Comité Económico del CELAM.

Lacunza fue reportado como desaparecido por un tiempo entre enero y febrero de 2024. Fue visto el 30 de enero, pero no se presentó a la misa del día siguiente como se esperaba, por lo que los funcionarios de la Iglesia pidieron ayuda del gobierno para localizarlo el 31 de enero. El 1 de febrero de 2024, la Conferencia Episcopal Panameña emitió un comunicado informando la desaparición del cardenal; Sin embargo, el mismo día lo encontraron en su automóvil en el distrito de Boquete, en buen estado de salud pero en estado de confusión. El 4 de febrero, al final de la misa Lacunza pidió disculpas por su desaparición, y expresó que «fue una trastada estúpida, que no las hice cuando tenía quince años y la he hecho ahora cuando voy a cumplir 80. ¡Qué barbaridad!. Cuanto más viejo más pendejo».
En 2021, presentó su renuncia como lo establece el Código de Derecho Canónico. El 15 de febrero de 2024, el papa Francisco aceptó su renuncia, como obispo de David, nombrado a su sucesor al mismo tiempo.

## Cardenalato
El 4 de enero de 2015, durante el Ángelus del papa Francisco, se hizo público que sería creado cardenal. Recibió la noticia de una forma curiosa. Fue su hermana, desde Navarra, quien se lo dijo vía Whatsapp tras verlo publicado en los medios de comunicación a las 11 de la mañana en España, 6 en Panamá.
Fue creado cardenal por el papa Francisco durante el consistorio del 14 de febrero de 2015, con el titulus de cardenal presbítero del San José de Cupertino; convirtiéndose en el primero de Panamá y de la Orden de Agustinos Recoletos, en ser incorporado al Colegio Cardenalicio. Tomó posesión formal de su Iglesia Titular el 18 de octubre.
El 17 de marzo de 2015, fue nombrado miembro de la Congregación para la Educación Católica y del Pontificio Consejo de la Cultura. El 16 de julio siguiente, fue nombrado miembro de la Pontificia Comisión para América Latina.
En la XIV Asamblea General Ordinaria del sínodo de obispos de 2015, Lacunza argumentó que Moisés fue más misericordioso que Jesús porque permitió el divorcio y preguntó: "¿Por qué Pedro no puede parecerse más a Moisés?".
Presidió la beatificación de James Miller el 7 de diciembre de 2019 en Huehuetenango (Guatemala).
El 12 de mayo de 2020 fue confirmado como miembro del Pontificio Consejo de la Cultura usque ad octogesimum annum. El 7 de diciembre del mismo año, fue nombrado miembro de la Pontificia Comisión para América Latina usque ad octogesimum annum aetatis.
El 22 de junio de 2021, fue confirmado como miembro de la Congregación para la Educación Católica usque ad octogesimum annum aetatis.
El 22 de noviembre de 2022 fue nombrado miembro del Dicasterio para la Cultura y la Educación usque ad octogesimum annum aetatis.
El 24 de febrero de 2024, cumplió ochenta años y, con base en lo dispuesto en el motu proprio Ingravescentem aetatem del papa Pablo VI de 1970, abandona la lista de cardenales electores y cesa en todos los cargos que ostentaba en la Curia romana.